# Stotzas
Stotzas (in greco Στότζας?; ... – Tacia, 545) è stato un soldato ribelle dell'Impero bizantino e successivamente re del regno Mauro-Romano dal 541 al 545.

## Biografia
Stotzas era un soldato sotto il comando del generale Martino nell'esercito di Belisario, che aveva appena conquistato il regno vandalo in Africa tra il 533 e il 534. Nel 536 parte dell'esercito bizantino si ribellò contro le autorità imperiali e scelsero Stotzas come loro capo e guida. Egli comandò circa 8 000 uomini all'assedio della capitale africana Cartagine; al contingente si unirono anche i vandali, da pochi anni sconfitti e sudditi bizantini e degli schiavi fuggitivi. Assediò la città, che stava per arrendersi, ma quando Belisario arrivò egli abbandonò l'assedio e si ritirò a Membresa; qui fu sconfitto da Belisario e scappò in Numidia. Giunto in Numidia Stotzas persuase la maggior parte della guarnigione bizantina a unirsi a lui a patto che essa uccidesse i propri comandanti. Secondo Procopio, a questo punto la maggior parte dei soldati bizantini erano nelle file dei ribelli.
Quando Belisario dovette tornare in Italia per proseguire la guerra contro gli Ostrogoti fu sostituito nel 536 da Germano Giustino, cugino dell'imperatore Giustiniano I. La politica di Germano di conquistare le truppe scontente con promesse di perdono e il pagamento degli arretrati ebbe successo: gran parte dei ribelli abbandonarono Stotzas. Nella primavera del 537, Stotzas decise fronteggiare militarmente Germano; durante la battaglia di Scalas Veteres Stotzas ebbe la peggio poiché fu abbandonato da molti dei suoi soldati e alleati.
Stotzas riuscì a fuggire con una manciata di seguaci in Mauretania, dove fu accolto con onore e gli fu data in sposa la figlia di un principe locale. Nel 544 lui e il re moresco Antalas si ribellarono contro i bizantini. Stotzas e i suoi uomini si unirono ad Antalas, ma furono attaccati dal generale Giovanni nell'autunno del 545, nonostante i bizantini fossero pesantemente in inferiorità numerica. Nella successiva battaglia di Tacia, Giovanni fu in grado di infliggere una ferita mortale a Stotzas, sebbene anche lui cadde poco dopo.